# Smarodsia
Smarodsia is een monotypisch geslacht van schimmels behorend tot de familie Pyronemataceae. De typesoort en enige soort is Smarodsia stollii.